# Gut Dollrott

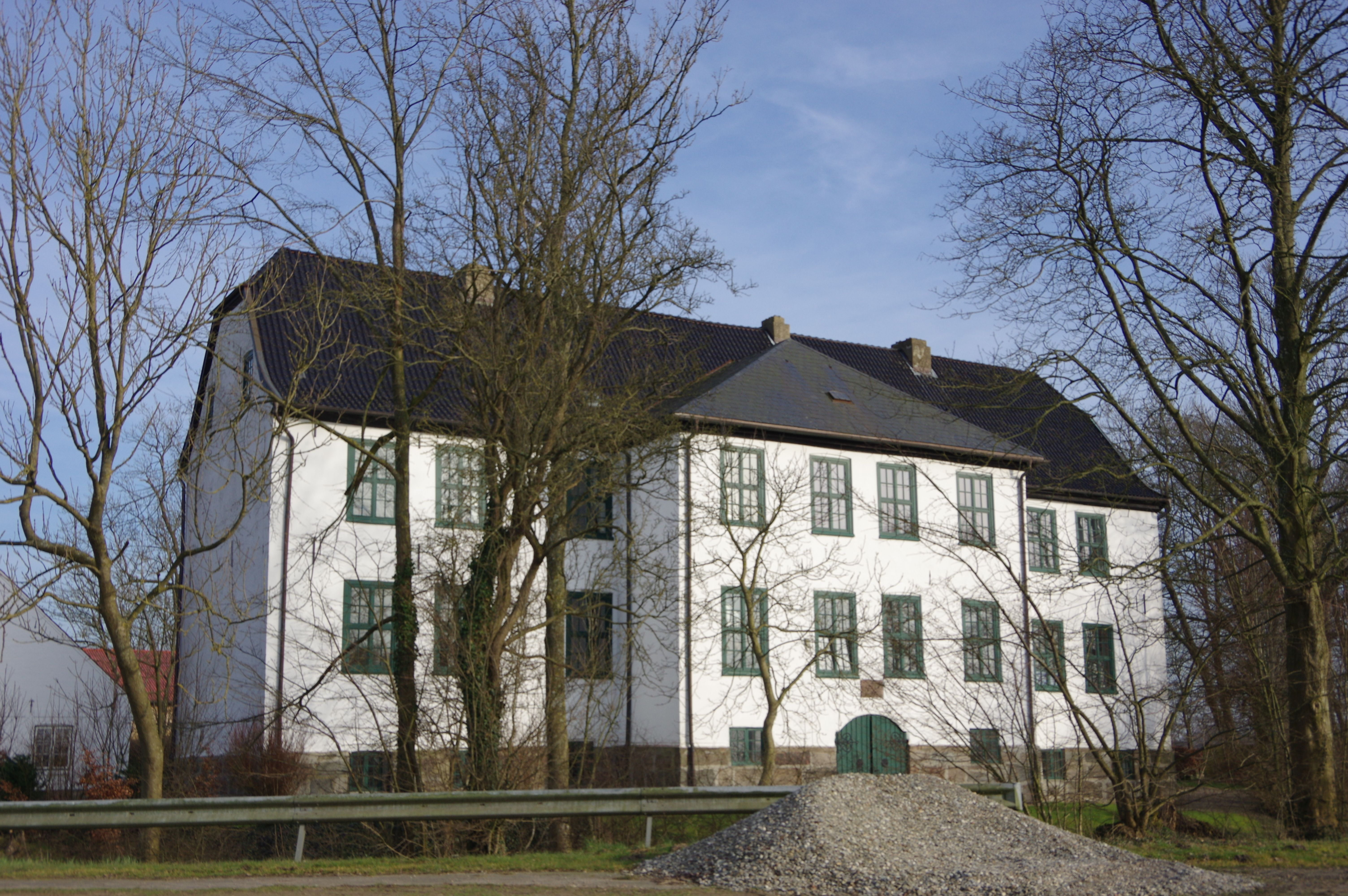
Die Westfront des Gutshauses

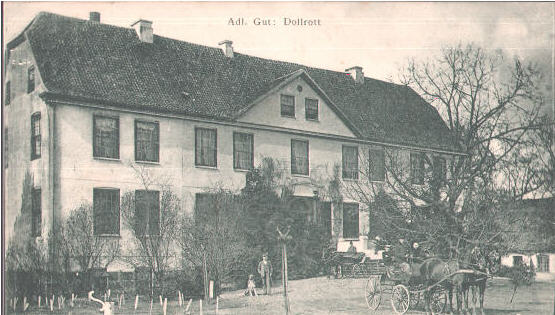
Die Ostfront um 1900

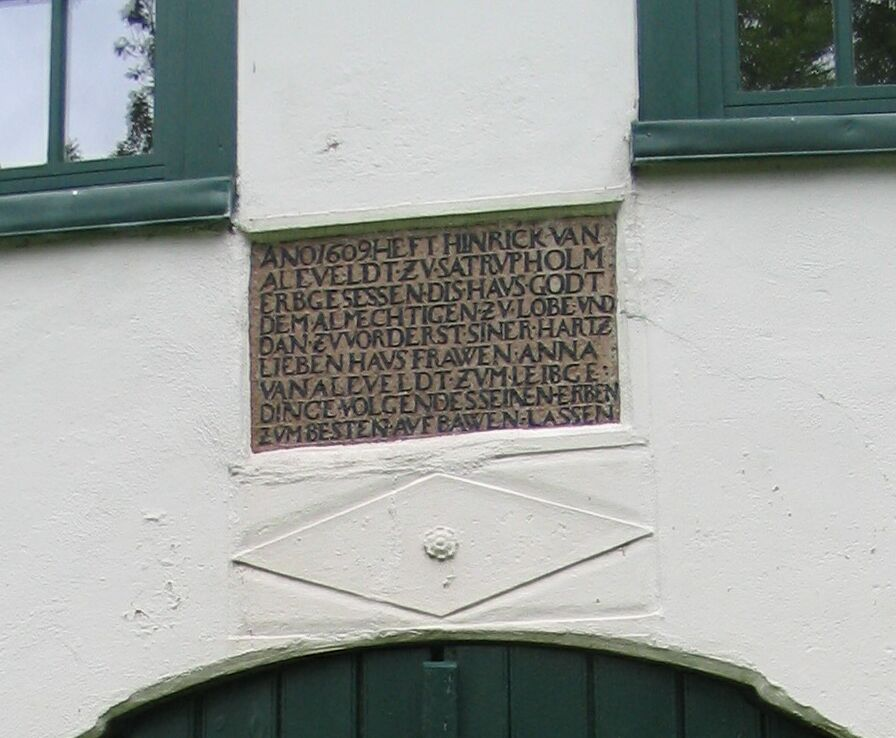
Die Stiftertafel Heinrichs von Ahlefeldt an der Westfront, darunter die halbplastische Lutherrose

Gut Dollrott (dänisch: Dollerød) ist ein zum Gutshaus ausgebautes Pforthaus aus dem 17. Jahrhundert. Das Gut befindet sich im Ortsteil Dollrottfeld der Gemeinde Süderbrarup an der B 201 zwischen Süderbrarup und Kappeln in der Landschaft Angeln.

## Geschichte
In König Waldemars Erdbuch von 1231 wird ein königliches Gut dolruht (Tal und Rodung) erwähnt. Es kam in den Besitz derer von Ahlefeld, heißt in Dokumenten Dolrade. 1609 wurde durch Hinrich von Ahlefeld der heutige rückwärtige Mittelrisalit errichtet, durch dessen Tor die Straße zunächst hindurchführte, und sehr bald darauf, wie sich aus aufgefundener dekorativer Malerei ergibt, auch der Nordflügel. Über die Tordurchfahrt setzte Hinrich von Ahlefeld eine Stiftertafel, auf der er erklärte, der Bau solle seiner „herzlieben Hausfrau Anna von Ahlefeldt zum Leibgedinge“, also als Witwensitz, dienen.
Während des Dreißigjährigen Kriegs war das Gut herzoglich-gottorfisches Eigentum und wurde zum Schutz vor durchziehenden Truppen und Marodeuren mit einem Wassergraben umgeben, der bis heute großenteils erhalten ist. Die Straße wurde herumgeführt. Dennoch kam es zu Einquartierungen, Plünderungen und Brandschatzungen. Im 18. Jahrhundert sind die Namen der Familien Königstein (Eigentümer 1698–1758), Wedderkop (Eigentümer 1758–1802) und Viereck, als Ehemann der Christine Elisabeth von Königstein seit 1747, mit dem Gut verbunden. Aus Anlass der Hochzeit von Christine Elisabeth von Königstein mit Carl Heinrich von Viereck, königlichem Stallmeister, besuchte König Frederik IV. das Gut und stiftete sein Porträt. 1789 wurden zwei Drittel des zum Gut gehörigen Grundbesitzes parzelliert („verkoppelt“) und alle Frondienste aufgehoben, die Ortschaft Dollrottfeld konnte entstehen.
Die Schriftstellerin und Erzieherin des späteren Königs Louis-Philippe I. Félicité de Genlis lebte zeitweise bei Cordelia von Wedderkop auf Gut Dollrott, wo sie mehrere Romanzen komponierte und die Musik dazu schrieb. Rochus von Liliencron, der Begründer der Allgemeinen Deutschen Biographie und der deutschen Volksliedforschung, Onkel des Dichters Detlev von Liliencron, hat seine Kindheit auf Gut Dollrott verbracht und dieser Zeit in Frohe Jugendtage, seinen Lebenserinnerungen, liebevoll gedacht. Um 1870 wurden große Wirtschaftsgebäude errichtet, die 2013, baufällig geworden, bis auf die Klinkerfassade abgerissen werden mussten und durch eine moderne Halle ersetzt wurden. Das Gut befindet sich seit 1910 in Privatbesitz. Der Gutsbezirk war zunächst verwaltungsmäßig eigenständig und kam erst 1928 im Rahmen der Auflösung der Gutsbezirke in Preußen zur Gemeinde Dollrottfeld.
2008 wurden bei Renovierungsarbeiten im ersten Stock, Herrenhaus Nordflügel, Deckenmalereien aus der Spätrenaissance in Grisaille-Technik entdeckt.